# Podvodni NLO
Podvodni NLO (eng. Underwater UFO), odnosno neidentificirani podvodni objekt ili NPO (Unidentified submerge object ili USO), pojam za neidentificirane leteće objekte koji izranjaju iz mora i lete na nebo ili obrnuto, s neba zaranjaju u more ili se čitavo vrijeme viđenja kreću isključivo ispod vodene površine. Prema pristalicama hipoteze o postojanju NLO-a koji zaranjaju u more, u morskim dubinama postoje podvodne baze NLO-a.
Godine 2019. zapovjednik Američke ratne mornarice David Fravor, obavijestio je javnost o incidentu s podvodnim NLO-om, kojeg je 2004. godine uočio vojni pilot CH-53E Super Stalliona, smješten u vojnoj bazi na Portoriku, koji je tijekom leta spazio veliku, okruglu tamnu masu ispod površine mora koja se kretala. Takvi događaji primjećivani su i ranijih desetljeća. Tako je zabilježeno da je posada japanskog ribarskog broda Kitsukawa Maru, 19. travnja 1957. godine, primjetila dva objekta metalne sive boje koja su se spustila s visine i zaronila ispod površine mora.
Godine 1963. američki vojni brod u blizini Portorika, otkrio je sonarom podvodni objekt koji se kretao brzinom od 150 čvorova.